# Chrysanthos Notaras

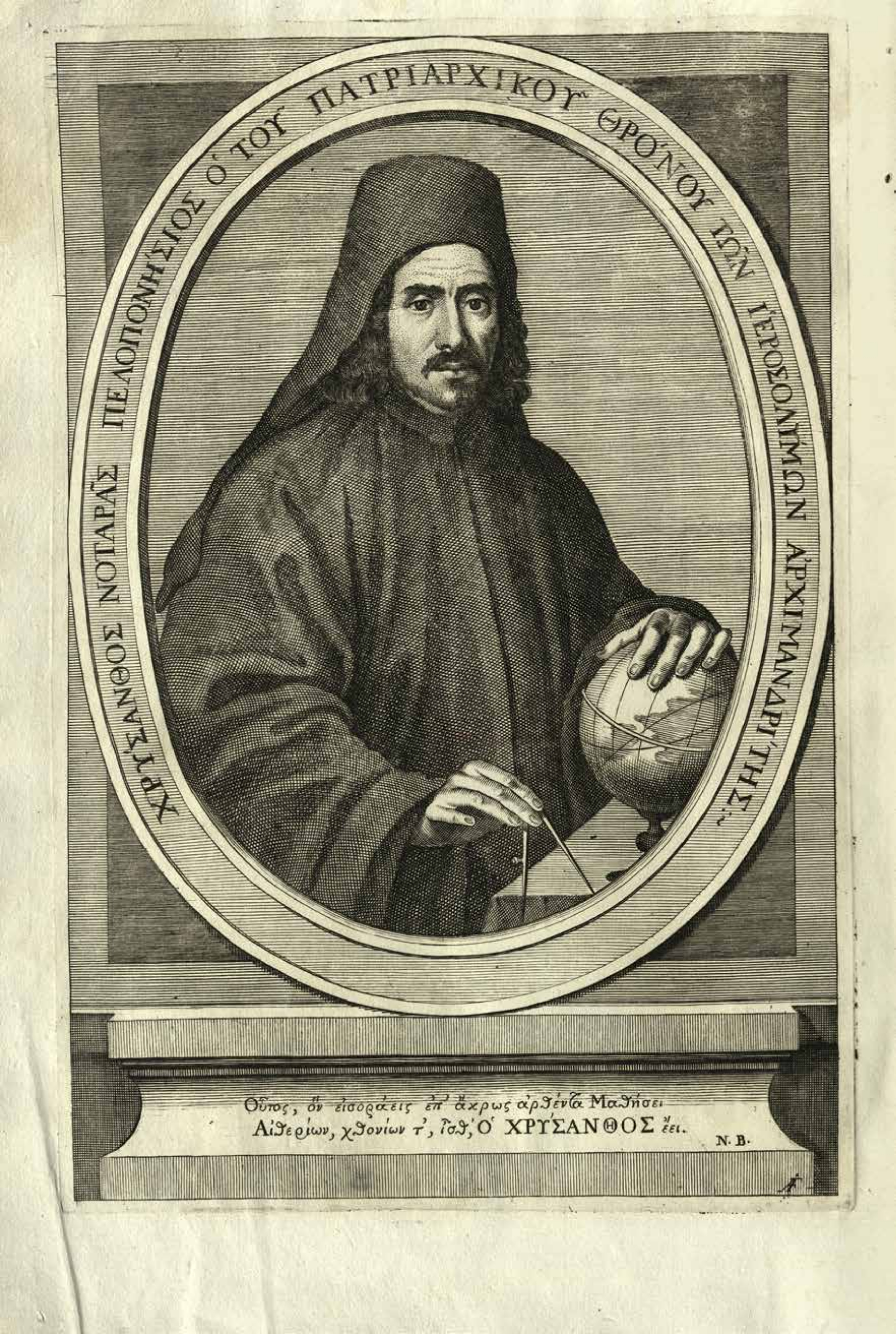
Chrysanthos Notaras

Chrysanthos Notaras (griechisch Χρύσανθος Νοταράς, auch Chrysanthos von Jerusalem, * 1655 oder 1660 in Arachova, Böotien, Osmanisches Reich; † 7. Februar 1731 in Jerusalem) war ein griechisch-orthodoxer Patriarch von Jerusalem (19. Februar 1707 – 7. Februar 1731) und Kartograf. Er wirkte zudem als Mathematiker, Astronom, Geograph und Autor. Zu seinen Lehrern gehörte Giovanni Domenico Cassini.

## Leben und Wirken

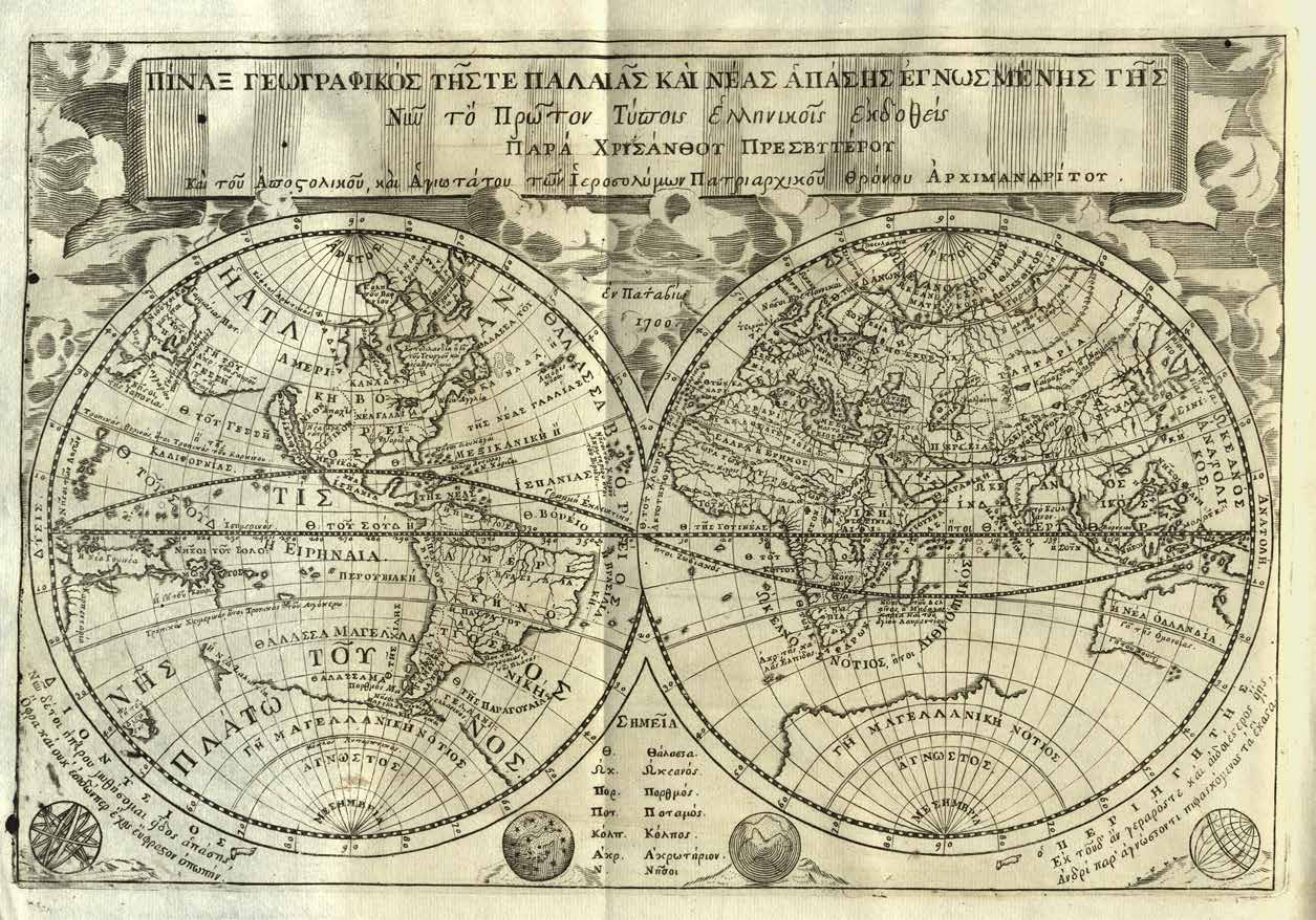
Pinax Geographikos (Πίναξ Γεωγραφικός), Padua, 1700. Die erste postbyzantinische Karte in griechischer Sprache. Sie ist in Chrysanthus Notaras' Introductio ad geographiam, et spaeram, Paris 1716, enthalten.

Notararas studierte Naturphilosophie, Mathematik und Theologie an der Universität Padua. Sein Studium setzte er in Paris fort. In Paris lernte er liberale Theologen wie Louis Ellies Dupin, Noël Alexandre und Michel Le Quien kennen und traf auch den Astronomen Giovanni Domenico Cassini, bei dem er Astronomie, Geodäsie und Geographie (1700) studierte. Unter Cassinis Aufsicht baute er auch astronomische Instrumente. Von 1689 bis 1690 war er in Bukarest, wo er an der Fürstlichen Akademie von Bukarest wirkte. Zur gleichen Zeit gab es eine Krise im Patriarchat von Jerusalem, verbunden mit dem Anspruch der Franzosen auf die Requisiten zugunsten der Franziskanermönche. Patriarch Dositheos bat Peter den Großen um Hilfe und beauftragte Notaras mit dem Verfassen eines entsprechenden Briefe, der am 13. November 1692 geschrieben wurde. 1693 kehrte er nach Konstantinopel zurück. In der Zeit zwischen 1693 und 1696 zog er zwischen Konstantinopel und Bukarest hin und her. Um 1699 ging er im Rahmen einer ihm von Dositheos zugewiesenen Mission zur Frage der heiligen Requisiten nach Moskau. Nachdem seine Mission zu einem glücklichen Ende gekommen war, schlug ihn sein Onkel bei seiner Rückkehr als Metropolit von Cäsarea in Palästina vor. Seine Priesterweihe fand am 6. April 1702 in der Grabeskirche in Jerusalem statt. Notaras' Interesse an Mathematik setzte sich sein ganzes Leben lang fort. Seine Hauptinteressen waren Astronomie und Geodäsie. Er half bei der Gründung neuer Schulen und förderte die formale wissenschaftliche Bildung. 1716 veröffentlichte er die Εισαγωγή εις τά Γεωγραφικά καί Σφαιρικά (Einführung in die Geometrie und Sphärische Geometrie), welche das geozentrische Weltbild aufgreift. Notaras kannte zwar das heliozentrische Weltbild, vertrat aber selbst das geozentrische ptolemäische System im Anschluss an Theophilos Corydalleus. Er stützte sich auf Argumente, man könne mit "gesundem Menschenverstand" (κοινή αίσθηση) zur Erkenntnis gelangen, dass die Erde im Mittelpunkt der Welt stünde und natürlich stationär sei. Notaras nutzte in seiner Polemik über das kopernikanische System keine theologischen Argumente, wonach Nikolaus Kopernikus voller Eifer (ζηλωτής) sein Wissen aus der "Dunkelheit ans Licht" befördert (από τό σκότος εις τό φως) und dabei jedoch mangelhaft belegt habe (δεινάς αποδείξεις). Er rekurrierte in seinen Ausführungen im wesentlichsten auf das in der Astronomie der beginnenden Renaissance nicht hinterfragte geozentrische System und die von antiken Autoren wie Aristarchos von Samos vorgebrachten Thesen.
Chrysantos Notaras erstellte zudem den Astronomie-Lehrplan der Schule des Kreuzklosters. Er interessierte sich besonders für astronomische Instrumente, von denen er einige aus Europa kommen ließ oder im Eigenbau herstellte.
1892 entdeckte G.A. Arvanitakis in der Ölmühle des Kreuzklosters, in dem die Theologische Kreuzschule in Jerusalem untergebracht war, ein doppeltes Astrolabium mit der Inschrift: Dieses Instrument wurde von dem Mönch Chrysanthos unter der Leitung von Cassini für seine Brüder in Jerusalem gebaut, um Gott in seinen Werken zu loben.